# Архітектурознавство
Архітектурознавство — галузь гуманітарного знання про архітектуру як особливе явище суспільного буття та форму творчої діяльності, її генезис, динаміку, сутність та суспільні функції. 
Включає в себе історію архітектури, що досліджує основні процеси розвитку світової архітектури, стилістики, різні архітектурні школи, національні та регіональні особливості, творчість і методи праці окремих архітекторів, а також архітектурну критику, взаємодію та зв'язок архітектури з іншими сферами культури та суспільства, формами світогляду, естетичними ідеалами тощо. Має тісний зв'язок з історією культури, філософією, соціологією, психологією та іншими науками. На відміну від архітектури, що займається розробкою та втіленням архітектурних форм, архітектурознавство сконцентроване на зборі, систематизації та аналізі даних, пов'язаних з містобудуванням та архітектурою.
Зародження архітектурознавства як науки пов'язують з трактатом римського архітектора та інженера Вітрувія "Десять книг про архітектуру" (І ст. до н.е.). Також важливу роль у розвитку архітектурознавства відіграли трактати Л.Альберті «Про мистецтво» (1485), А. Палладіо «Чотири книги про архітектуру» (1570), Д.Віньоло «Правило п'яти ордерів архітектури» (1562).